# الدوري الأمريكي لكرة السلة للمحترفين 1992–93
الدوري الأمريكي لكرة السلة للمحترفين 1992–93 (بالإنجليزية: 1992–93 NBA season)‏ هو موسم من إن بي أي. أقيم خلال الفترة 6 نوفمبر 1992 وحتى 20 يونيو 1993، وأشرف على تنظيمه إن بي أي، وفاز فيه شيكاغو بولز.